# Jávai félbibe
A jávai félbibe (Strobilanthes alternata) az ajakosvirágúak (Lamiales) rendjébe és a medvekörömfélék (Acanthaceae) családjába tartozó faj.

## Előfordulása
A jávai félbibe eredeti előfordulási területe az Indonéziához tartozó Maluku-szigeteken van. Azonban a nagy és színes levelei miatt közkedvelt dísznövényé vált; emiatt az ember több helyre is betelepítette; ilyen helyek: Közép-Amerika egyes részei, Indonézia és a Fülöp-szigetek más szigetei, az afrikai Csád, valamint a Csendes- és az Indiai-óceán néhány szigete.

## Képek

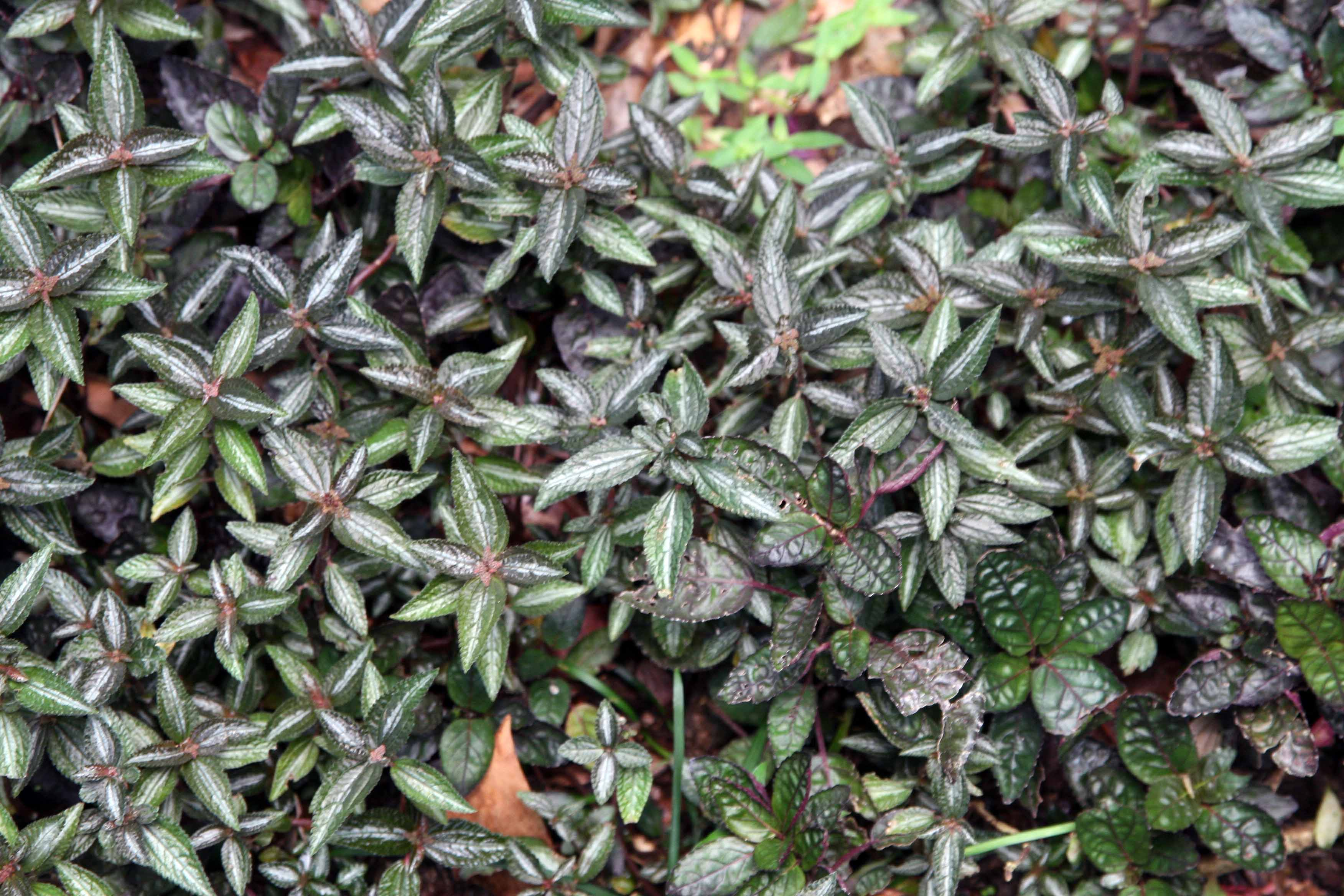
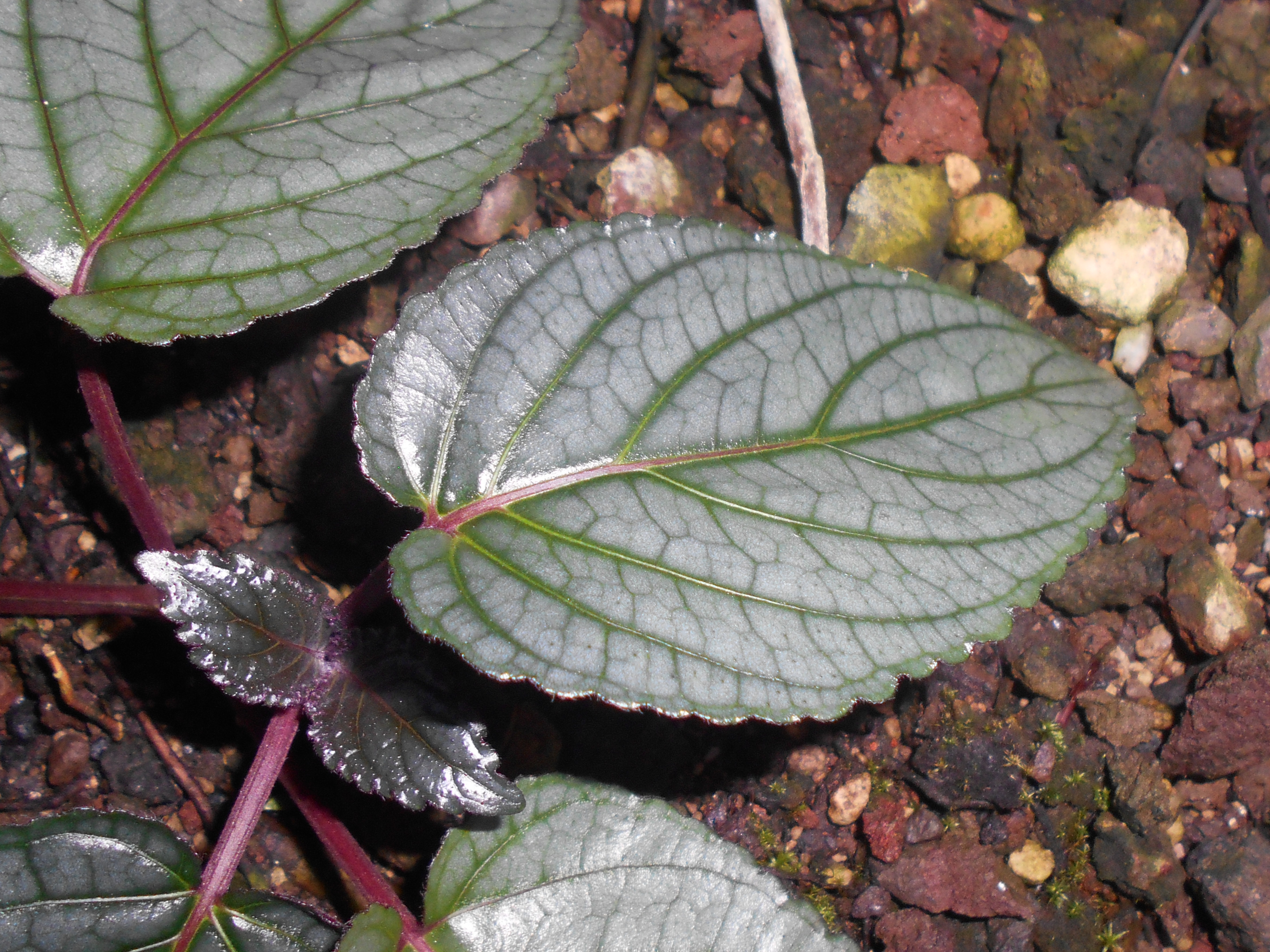
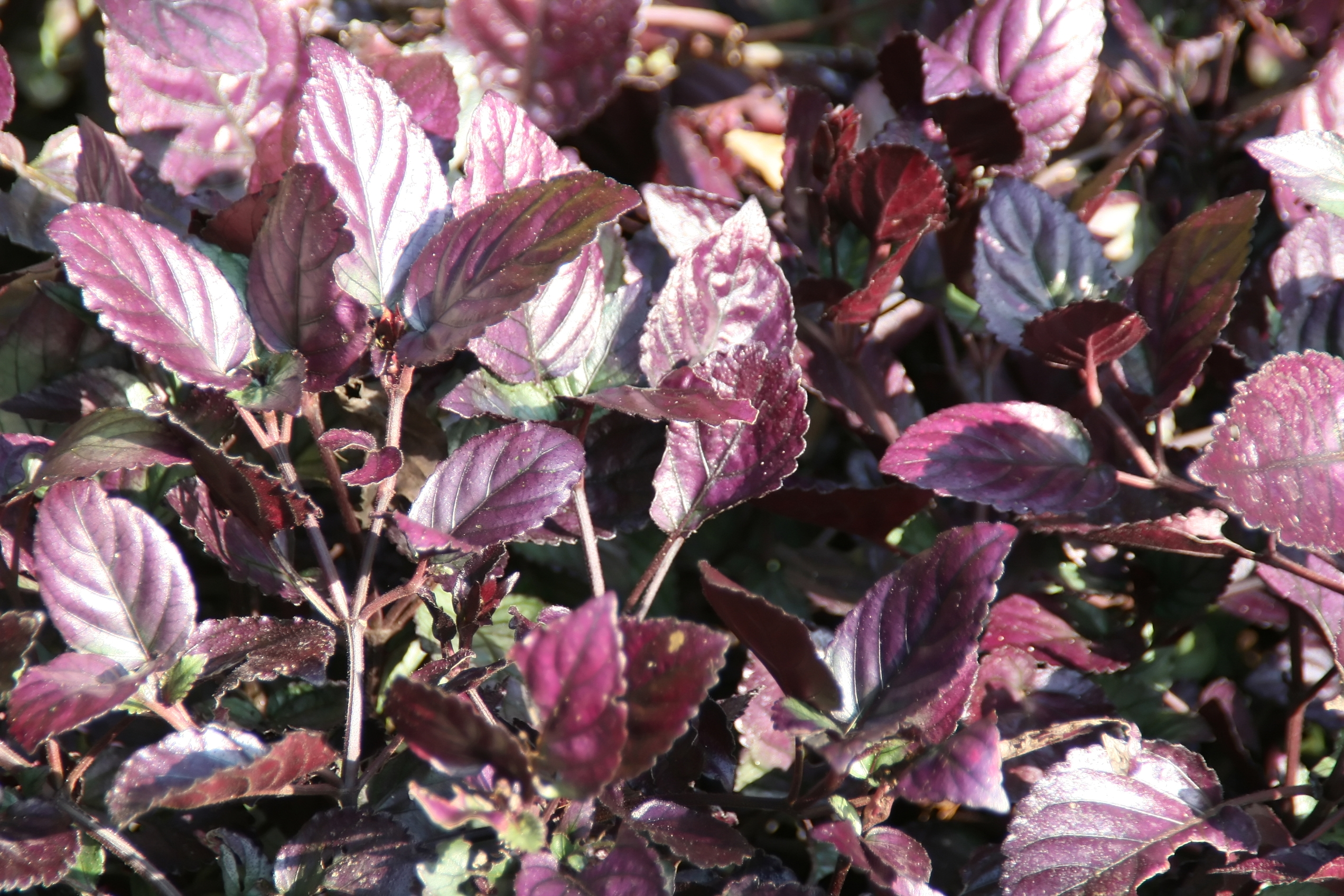
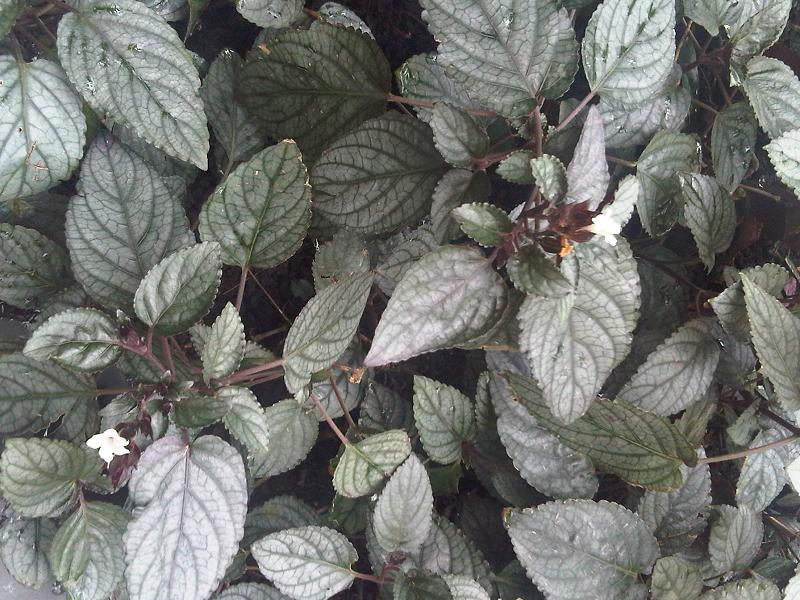
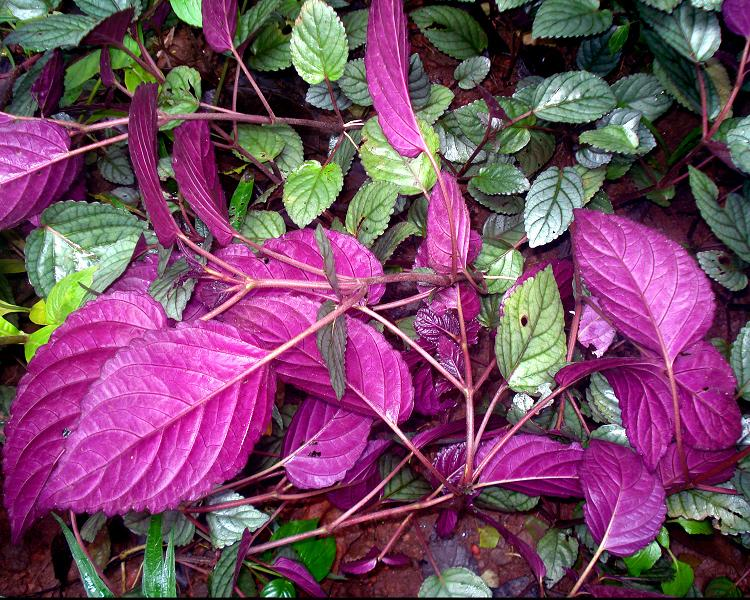

## Megjelenése
Lágy szárú növény, amely csak 30 centiméter magasra nő meg és a szára meghajlik. A szár vöröses vagy lilás árnyalatú. A szőrös levelei kettesével nőnek, de szembe egymással; az egyikük mindig nagyobb a másiknál. A levél felső fele sötétzöld vagy szürkés, míg az alsó fele lilás vagy vöröses. A virága apró és fehér; a levéltövéből nő ki.